# Michael Owen
Michael Owen (Chester, 14. prosinca 1979.) je bivši profesionalni engleski nogometaš.

## Životopis
Michael Owen je sin bivšeg engleskog nogometaša Terry Owena. Za Liverpool debitira u svibnju 1997. godine. U svojoj prvoj sezoni je bio najbolji strijelac Premiershipa. U toj sezoni (1997./98.) igrao je također za Liverpool, a postigao je 18 golova. Sve do sezone 2003./04. bio je najbolji strijelac Liverpoola. Najbolja sezona dok je igrao za Liverpool bila je 2000./01. kada je osvojio Kup UEFA, FA kup i Engleski liga kup. Godine 2004. prelazi u Real Madrid za 8 milijuna funti, gdje je se zadržao samo jednu sezonu. U svojoj jedinoj sezoni u Real Madridu postigao je 13 pogodaka što je bilo najviše golova u najmanje minuta provedenih na terenu u La Ligi, prvenstveno zbog toga što je većinu utakmica provodio na klupi. 2005. godine ga kupuje Newcastle United za 18 milijuna funti. Početak sezone je bio za Michaela Owena solidan, no tada se ozlijedio te 18 mjeseci nije nastupao. Nakon što se oporavio od ozljede u sezoni 2007./08. postaje najbolji klupski strijelac te postaje kapetan. Nakon što je sezone 2008./09. Newcastle ispao iz Premier lige, jer mu je istekao ugovor, potpisuje za Manchester United.
Za Englesku je debitirao 1998. godine, te je postao najmlađi igrač koji je nastupio za Englesku, te najmlađi strijelac. Igrao je na Svjetsko prvenstvu 1998., Euru 2000., Svjetskom prvenstvu 2002., Euru 2004. i na Svjetskom prvenstvu 2006., ali se ozlijedio već na početku prve utakmice Engleske. Ukupno je nastupio 89 puta i zabio 40 pogodaka.

## Uspjesi
Liverpool:
- FA kup: 2001.
- Engleski Liga kup: 2001., 2003.
- FA Community Shield: 2002.
- Kup UEFA: 2001.
- UEFA Superkup: 2002.
- FA Juniorski kup: 1996.

 Newcastle United:
- Intertoto kup - Pobjednik: 2006./07.

#### Osobni
- PFA Mladi igrač godine: 1998.
- Najbolji strijelac Premier Lige: 1998., 1999.
- BBC Sports osoba godine: 1998.
- Zlatna lopta: 2001.

## Vanjske poveznice
- Službena stranica  Arhivirana inačica izvorne stranice od 1. veljače 2010. (Wayback Machine)
- Profil Michaela Owena  Arhivirana inačica izvorne stranice od 18. travnja 2009. (Wayback Machine)